# Заслуженный врач Республики Марий Эл
Заслуженный врач Республики Марий Эл (луговомар. Марий Эл Республикысе сулло эмлышыже) — государственная награда, почётное звание Республики Марий Эл.

## История
Учреждено Указом Президиума Верховного Совета Марийской АССР от 27 января 1940 года.

## Основания награждения
Установлено для высокопрофессиональных врачей за заслуги в охране здоровья населения, организации и оказании лечебно-профилактической помощи, работающих по специальности 15 и более лет.
Присваивается Главой Республики Марий Эл (ранее Президиумом Верховного Совета Марийской АССР) с вручением удостоверения и нагрудного знака. По состоянию на 1 июля 2008 года звания удостоены 515 человек.

## Список обладателей почётного звания

### Заслуженные врачи Марийской АССР
- - Смирнов Архип Дмитриевич (1941)[1]
  - Власова Александра Григорьевна (1941)[2]
  - Контский Фаддей Мартынович (1942)[3]
  - Краснова Прасковья Денисовна (1944)[4]
  - Павлов Федот Павлович (1944)[5]
  - Смирнов Георгий Николаевич (1944)[6]
  - Лунёв Николай Полиектович (1951)[7]
  - Охотин Степан Гаврилович (1951)[8]
  - Шарина Клавдия Ивановна (1952)[9]
  - Винцковский Константин Максимович (1953)[10]
  - Крейцберг Мария Фрицевна (1955)[11]
  - Новикова Ольга Петровна (1955)[12]
  - Федотова Анна Ивановна[13]
  - Григорьев Георгий Иванович (1957)[14]
  - Крестникова София Владимировна (1957)[11]
  - Точилова Лидия Ивановна (1957)[15]
  - Кокорин Анатолий Григорьевич (1957)[16]
  - Швец Дмитрий Васильевич (1957)[17]
  - Котельников Виктор Михайлович (1958)[18]
  - Дубровин Николай Васильевич (1960)[19]
  - Тютеев Александр Кафисович (1963)[20]
  - Гудым Борис Андреевич (1965)[21]
  - Победоносцев Ростислав Александрович (1965)[22]
  - Шафран Генрих Михайлович (1965)[23]
  - Мочалов Софроний Григорьевич (1970)[24]
  - Новосёлов Сергей Павлович (1976)[25]
  - Загайнов Евгений Аркадьевич (1977)[26]
  - Мухин Виктор Петрович (1977)[27]
  - Рыбакова Галина Сергеевна (1980)[28]
  - Скоморохов Юрий Михайлович (1985)[29]
  - Соколова Лелия Ивановна (1988)[30]

### Заслуженные ветеринарные врачи Марийской АССР
- - Кириллов Степан Васильевич (1965)[31]
  - Багаев Геннадий Никанорович (1967)[32]

### Заслуженные врачи Республики Марий Эл
- - Варченко Галина Григорьевна (1992)[33]
  - Славин Владлен Ильич (2000)[34]
  - Севастьянов Виктор Викторович
  - Амбарян Овик Володяевич (2018)[35]
  - Садовина Галина Владимировна (2018)[35]
  - Османов Леонид Петрович (2018)[35]
  - Плотникова Мария Вячеславовна (2018)[35]
  - Катягина Марина Германовна (2018)
  - Хикматова Тамара Ивановна (2018)
  - Ермаков Иван Александрович (2018)
  - Прокопьева Вера Васильевна (2018)
  - Гуня Енафия Махайловна (2018)
  - Камнева (2018)
  - Завойских Сергей Александрович (2020)
  - Булатова Светлана Ильгизовна
  - Домрачева Наталия Евгеньевна
  - Шептунова Светлана Ивановна
  - Алексеева Татьяна Львовна